# Daria Zueva
Daria Zueva (Russisch: Дарья Зуева) (Smolensk, RSFSR, Sovjet-Unie, 7 maart 1990) is een Russisch-Nederlandse actrice, producent, zangeres en stemcoach van Russische komaf.

## Biografie

### Vroegere levensloop
Daria is op 7 maart in 1990 in de Russische stad Smolensk geboren. Op haar 17de verhuisde Zueva met haar moeder naar Moskou, waar ze van 2007 tot 2011 een acteeropleiding volgde aan het Instituut van Moderne Kunst. Tijdens haar studie werkte ze al in het theater. Na een succesvolle auditie in 2012 kreeg Zueva een rol in de musical Mamma Mia! van Stage Entertainment. Daarna volgden veel andere musicalproducties en toneelstukken in Moskou en St. Petersburg. In 2019 speelde ze in het Theatre of Nations in Moskou de musical «Hipsters», bekend als «Stilyagi». Buiten theaterseizoenen speelde ze verschillende gastrollen in tv-series.

### Carrière
In 2018 verhuist Daria naar Nederland en in 2021 wordt ze officieel Nederlandse. Tijdens het oriënteren in het nieuwe land, begint ze met gastrollen in onder andere de speelfilm Het leven is Vurrukkuluk van regisseur Frans Weisz in 2018 en de korte film Exodus van regisseur Guido F.G. Jeurissen, in 2020 in première gegaan tijdens het Internationale Filmfestival Rotterdam. Later, in 2022, speelt ze de rol van Jelena in de internationale detectiveserie «Van der Valk-2» onder regie van Jean van de Velde.
Na de Russische inval in Oekraïne zette ze de muzikale theatervoorstelling Be a tree met haar theatergroep op, waarmee ze onder andere wat wilde betekenen voor gevluchte Oekraïense kinderen.
In 2023 maakte Zueva haar debuut als producent in de korte film Burden van Stephan Brenninkmeijer waar ze de hoofdrol van Masha heeft gespeeld. Die film heeft veel prijzen gekregen tijdens internationale filmfestivals en Daria’s beloning tijdens Mannheim Art and Film Festival in Duitsland en Eastern Europe Film Festival in Roemenië was «best actress award». Later gaat deze film officieel in première in een aantal Nederlandse bioscopen als compilatie van korte films ALMANAK, vrouwen om van te houden. De film wordt gedistribueerd door Amstelfilm in het kader van Internationale Vrouwendag. Tegelijkertijd registreert Zueva haar bedrijf «Zu film».
Als zangeres deed ze in 2020 mee aan de muzikale tv-show All together now. In 2023 komt haar eerste muzikale Engelstalige album The Power of a Woman uit onder de naam Daria Zu en was ze deelneemster van de muzikale tv-show I Can See Your Voice op RTL 4.
Met «Let the sunshine in» heeft ze haar eigen bedrijf waarin ze ook anderen coacht op zang- en acteergebied.

## Filmografie

### Films
| Jaar | Film                              | Rol                   |
| ---- | --------------------------------- | --------------------- |
| 2024 | Limonov: The Ballad               | The lady of the house |
| 2024 | ALMANAK, vrouwen om van te houden | Masha                 |
| 2023 | Burden (short)                    | Masha                 |
| 2022 | Culpa (kortfilm)                  | Robin                 |
| 2020 | Exodus (short)                    | Mother                |
| 2018 | Het leven is Vurrukkuluk          | Dansfigurant          |
| 2012 | Screening                         | Bioscoop werknemer    |
| 2010 | Uchitel muzyki (kortfilm)         | Natasha               |

### Televisie

#### Als actrice
| Jaar      | Productie              | Rol                       | Afleveringen   |
| --------- | ---------------------- | ------------------------- | -------------- |
| 2022      | Van der Valk           | Jelena                    | 1 aflevering   |
| 2016      | Lawyer                 | Olesya                    | 1 aflevering   |
| 2016      | Detectives             | Nadya Komissarova         | 1 aflevering   |
| 2014      | Trace                  | Elizabeth                 | 1 aflevering   |
| 2014      | The prosecutor’s check | Alena Petrova             | 1 aflevering   |
| 2014-2018 | Fortunteller           | Angelina, Svetlana, Masha | 3 afleveringen |
| 2013      | The Doctor’s Case      | Kaleria Poy Garmonika     | 1 aflevering   |
| 2013      | Housekeeper            | Marina Yakusheva          | 1 aflevering   |
| 2013      | Registry Office        | Ludmila                   | 1 aflevering   |

#### Als zangeres
| Jaar | Productie                      | Rol        | Afleveringen |
| ---- | ------------------------------ | ---------- | ------------ |
| 2020 | All together now (tv-show)     | Zelf       | 1 aflevering |
| 2023 | I can see your voice (tv-show) | De actrice | 1 aflevering |